# Сан Хосе (Порторико)
Сан Хосе (шп. San José) град је у америчкој острвској територији Порторико, острвској држави Кариба.

## Демографија
По попису из 2010. године број становника је 2.900, што је 378 (-11,5%) становника мање него 2000. године.
| Група             | 2000.         | 2010.         |
| Белци             | 17 (0,5%)     | 5 (0,2%)      |
| Афроамериканци    | 288 (8,8%)    | 614 (21,2%)   |
| Азијати           | 2 (0,1%)      | 2 (0,1%)      |
| Хиспаноамериканци | 3.259 (99,4%) | 2.887 (99,6%) |
| Укупно            | 3.278         | 2.900         |